# معسکر (شهر)
معسکر (به عربی: معسكر) یک شهر و شهرداری در الجزایر است که در استان معسکر واقع شده‌است. معسکر ۱۰۸٬۶۲۹ نفر جمعیت دارد.

## خواهرخوانده
شهرهای بورسا، الکادر، آیووا و تیفاریتی خواهرخوانده‌های معسکر (شهر) هستند.